# Passion selon saint Jean
Pour l’article homonyme, voir Passion selon saint Jean (Scarlatti).
La Passion selon saint Jean (en latin Passio secundum Johannem), BWV 245, est une passion de Jean-Sébastien Bach (passion qui musicalement prend la forme d'un oratorio). L'œuvre a été composée durant la première année où Bach était devenu cantor de l'Église Saint-Thomas de Leipzig et jouée dans le même lieu pour la première fois le Vendredi saint  1724, soit le 7 avril. Sa durée est d'environ 2 heures.
La Passion selon saint Jean relate et commente la Passion du Christ d'après l'évangile de Jean. Elle constitue, avec la Passion selon saint Matthieu, également de Bach, l'apogée d'une très ancienne tradition remontant au Moyen Âge consistant à chanter la Passion du Christ pendant la semaine sainte. Il s'agit d'une des plus riches et plus grandioses œuvres de ce genre, et une des œuvres majeures de Bach.
La Passion selon saint Jean est constituée d'une alternance de récitatifs et de chœurs relatant la Passion, dans laquelle viennent s'insérer des arioso(s), des aria(s) et des chorals venant apporter des commentaires ou des réflexions théologiques aux événements. Deux chœurs libres monumentaux encadrent l'œuvre, qui est divisée en deux parties principales, entre lesquelles pouvait prendre place un sermon. Le chœur final ne termine pas réellement la partition : comme après chacun des épisodes qui constituent cette Passion, c'est à un choral qu'il revient de conclure, dans le but de rattacher l'œuvre à la liturgie luthérienne ; on n'est pas à un concert mais bien dans un office religieux.
Les quatre Évangiles racontent la Passion du Christ, mais on ne connaît que deux mises en musique de cet épisode par Bach : celle de Jean et celle de Matthieu. Des versions de la Passion selon saint Marc (BWV 247) et de la Passion selon saint Luc ont été partiellement retrouvées. Leur reconstitution a été tentée sans réel aboutissement : des parties entières de ces deux œuvres ont disparu (beaucoup d'œuvres de Bach ont été éparpillées après sa mort, ses compositions étant passées de mode).

## Historique

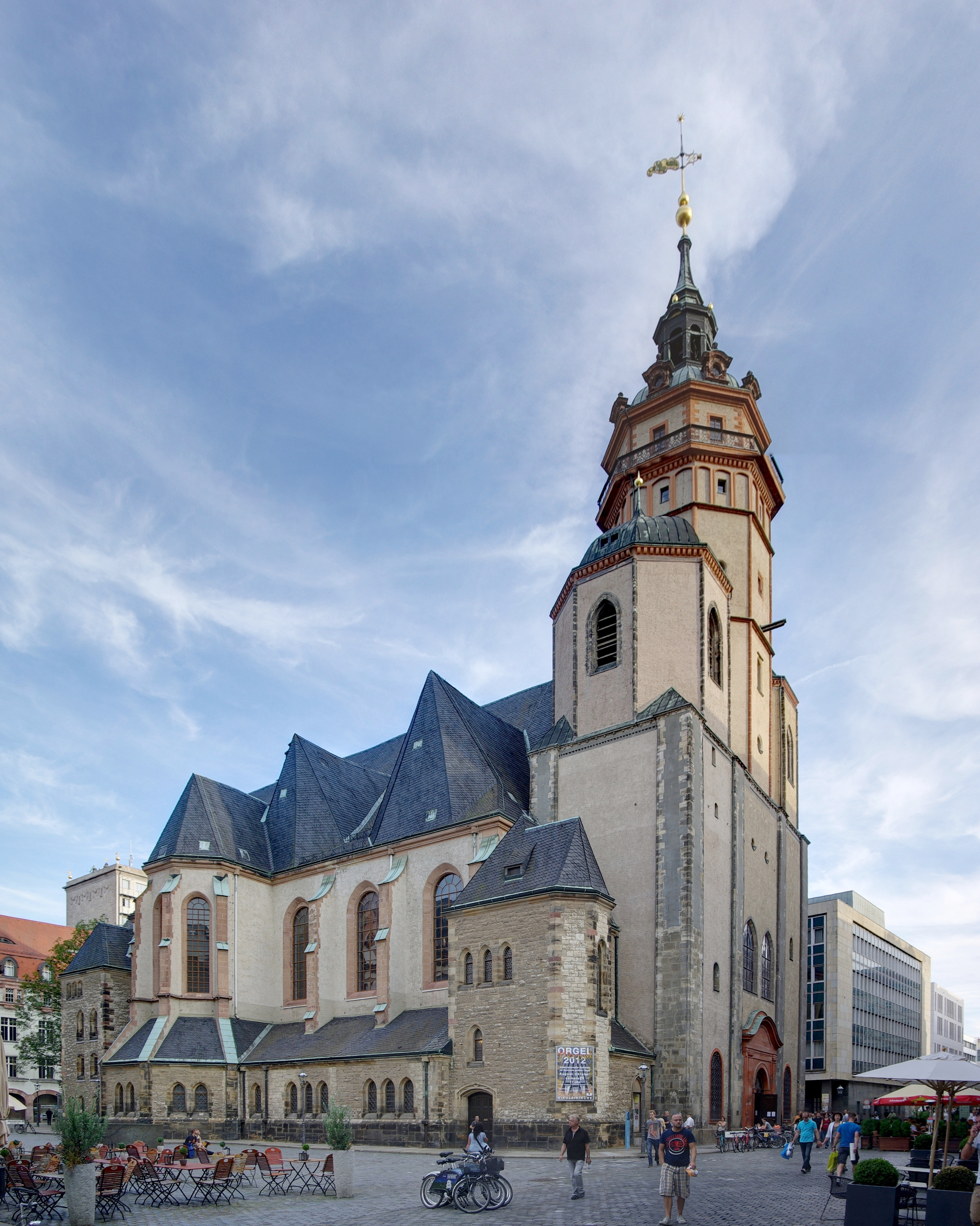
Église Saint-Nicolas de Leipzig où a été créée la passion.

La Passion selon saint Jean est un drame musical. Avant que Jean-Sébastien Bach n'ait été installé dans ses nouvelles fonction de cantor (on dirait actuellement, en français : maître de chapelle) de la Thomaskirche (l'église Saint-Thomas) de Leipzig, le conseil municipal lui signifia qu'il aurait à s'en tenir « à des compositions non théâtrales ». Ce qui suppose l'impossibilité de composer des opéras, mais exclut surtout toute ressemblance entre la musique liturgique et la musique pour la scène (le style lyrique). Cela semble naturel. Mais Bach, en homme de son époque, a su concilier sa foi (luthérienne) avec une certaine théâtralité : son art est un art du discours et de la rhétorique, un art de la parole. Il s'agissait avant tout, dans son esprit, de faire entendre la parole donnée par l'évangile et donc de mettre en forme le drame signifié par le texte. On est là en plein dans une esthétique baroque, telle qu'elle se pratiquait dans toute l'Europe, à commencer par l'Italie, depuis le XVIIe siècle, et au cœur des innovations musicales introduites à l'initiative des Jésuites, puisque cette esthétique incluait tous les domaines de l'art.
C'est pourquoi, dix bons mois après son entrée en fonction, le Vendredi saint 1724, Bach faisait entendre à la Nikolaikirche sa Passion selon saint Jean, œuvre dont même la première des quatre versions qui nous sont parvenues peut sembler (si l'on examine les choses rapidement) faire fi des contraintes citées plus haut. C'est en effet un ouvrage éminemment dramatique : même si sa dramaturgie ne relève pas à proprement parler de l'opéra ni du théâtre, elle s'exprime dans la façon dont Bach lie intimement l'histoire (telle qu'elle est rapportée par la Passion) avec son discours musical et rend présentes dans le déroulement de son œuvre, aussi bien les souffrances du Christ que les autres réactions humaines, le tout A soli deo gloria (Pour la seule gloire de Dieu), ainsi qu'il avait l'habitude de signer ses partitions.

### Postérité et critique de l’œuvre

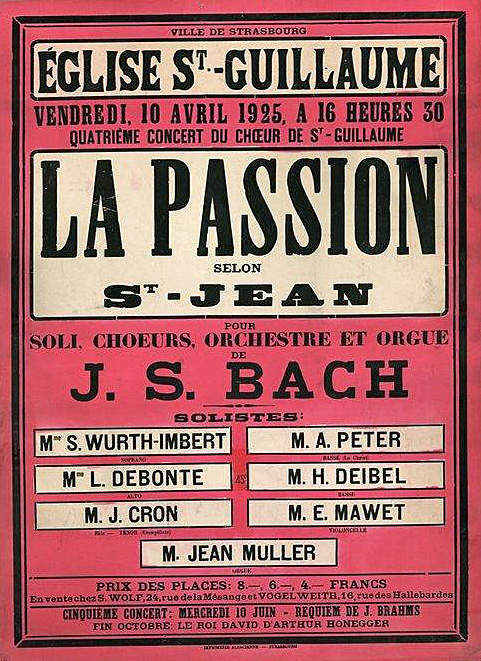
Affiche d'une exécution de la Passion selon saint Jean en 1925, par le chœur de Saint-Guillaume, qui avait créé l'œuvre, à Strasbourg encore allemande, en 1895.

Il n'y a pas de traces d'exécutions de la Passion selon saint Jean à Leipzig, après la mort de Bach. C'est Félix Mendelssohn qui ressuscite l’œuvre, en 1833, à la suite de sa triomphale re-création de la Passion selon saint Matthieu du même Bach en 1829. L'œuvre avait cependant été éditée par fragments bien avant, et une première édition complète en réduction piano avait été réalisée en 1830 par Trautwein, suivie d'une édition complète du même éditeur en 1831. Mendelssohn était au courant de cette édition, comme en témoigne une lettre du 16 novembre 1830 de Felix à sa sœur Fanny. Dès lors, l’œuvre est régulièrement donnée, du moins en Allemagne.
En France, l’œuvre ne semble pas avoir été donnée en public avant 1895 à Strasbourg (alors sous domination allemande) par Ernest Münch et le chœur de Saint-Guillaume. Puis l'œuvre est donnée par Guy Ropartz à Nancy en 1902 (avec un texte en français), et à Paris en 1903 par la Société des concerts du Conservatoire.
Dans un premier temps, la Passion selon saint Jean a eu tendance à être considérée comme inférieure et moins aboutie que la Passion selon saint Matthieu, à l'image de Philipp Spitta qui la considérait comme « empreinte d'une certaine monotonie et d'une vague tristesse ». Robert Schumann, en revanche, après l'avoir dirigée en 1851 à Düsseldorf estime qu'« elle est, par bien des aspects, plus audacieuse, puissante et poétique que la Passion selon saint Matthieu » et qu'« elle est, tout du long, compacte et géniale et réalisée avec quel art ! ».
Ce n'est qu'après la seconde moitié du XXe siècle que l’œuvre commence à être considérée comme « une des plus profondes et parfaites œuvres de Bach » et qu'une certaine parité entre les deux grandes passions de Bach commence à émerger.

## L’œuvre
Au centre de tout oratorio ayant la Passion pour objet, on trouve le récit de l'Évangile, qui se déroule à deux niveaux : celui du narrateur (l'Évangéliste, placé en avant de la scène) et celui des personnages agissant et parlant en leur nom propre (Jésus, l'apôtre Pierre, Pilate, etc.), incarnés par des solistes. À ces personnages s'ajoutent les différents groupes (la foule — turba — incarnée par un chœur, les grands prêtres, etc.).
Le récit est le texte de la Bible (Traduction de Luther, encore en vigueur pour les germanophones protestants), tiré de l'évangile selon Jean. Il est présenté et non représenté (il ne s'agit pas d'un opéra mais d'un oratorio), mais le récit évangélique, par la mise en musique qui est faite par Bach, est bien plus qu'une simple récitation. Un peu par plaisanterie, on a pu appeler quelquefois Bach, « le cinquième Évangéliste ».
Un autre élément est le commentaire chanté dans les airs de solistes (parfois précédés d'un court arioso). Les chorals relient la « scène » et les fidèles, car ceux-ci connaissent la partie supérieure (la partie aiguë) de ces prières chantées, proprement luthériennes puisqu'elles en constituent la base de la liturgie musicale.
Son Évangéliste est un conteur, un intermédiaire, dont l'interprétation expressive crée une proximité avec les événements qu'il relate. Et ce n'est pas par hasard que Bertolt Brecht (rapporté par le compositeur est-allemand Hanns Eisler) citait toujours le premier récitatif de la Passion selon saint Jean comme « un admirable exemple du caractère gestuel de la musique. » 
Cette idée fondamentale d'action et de drame humain (mais, dans l'esprit de Bach, non limité à cela) aboutit à ce que les récitatifs et les chœurs font, tout naturellement, passer le message dans un esprit voisin du spectacle. La structure même de l'ensemble fait du récit de la Passion une sorte d'œuvre théâtrale. Pour Bach, il s'agit de mettre l'accent sur la mort du Dieu chrétien, qui, selon le texte, avait d'abord choisi de s'incarner pour mener une vie terrestre. Bach croit fermement que la parole de Dieu (notion qui est à la base des religions monothéistes) est devenue un être humain, et donc un être mortel. Ce qui est donné ici, c'est le récit de cette mort (et de cette sorte de rite de passage, puisque la résurrection du Christ constituera l'épisode suivant). Tout autant qu'une œuvre tendant vers le théâtre, la mise en musique du texte, par Bach, en fait également un discours reprenant tous les éléments d'une rhétorique baroque issue de l'Antiquité gréco-romaine (on y trouve en particulier les éléments du discours cicéronien). Il s'agit ainsi d'une forme de parole humaine dont Bach considère qu'elle procède aussi, d'un bout à l'autre de l'œuvre, de la parole divine.
Le texte évangélique fragmente l'œuvre en plusieurs scènes : Arrestation – Jésus devant les chefs des prêtres – Jésus devant Pilate – Crucifixion – Mise au tombeau. Bach respecte ce schéma, en terminant chaque épisode par un choral et en ménageant après le deuxième tableau une pause destinée au sermon prononcé par l'officiant.
La Passion de saint Jean est une interprétation poétique, musicale et religieuse de cet épisode fondamental des Évangiles. Elle est tout aussi évocatrice et bouleversante que les Stabat Mater de Pergolèse ou de Vivaldi. En revanche, il est évident que c'est un lyrisme éloigné des opéras profanes. Qu'entend-on exactement par lyrisme ? Si on se tient à la définition la plus simple : l'art de mettre des paroles en musique, on doit reconnaître Bach comme un maître lyrique.

### Le livret

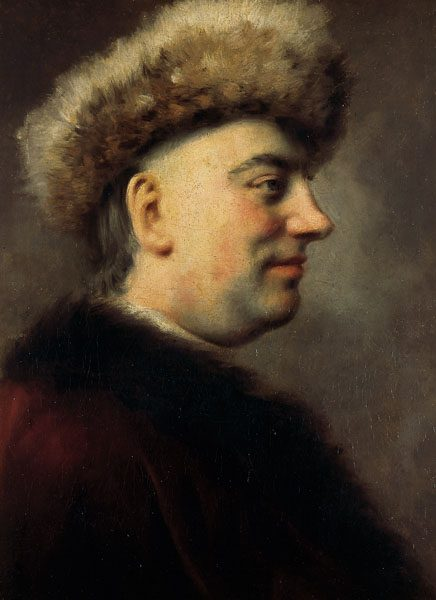
Le poète allemand Barthold Heinrich Brockes, auteur du texte de nombreux airs de la Passion.

La Passion selon saint Jean ne dispose pas de librettiste attitré. Le livret de la Passion est essentiellement composé, pour les récitatifs et les épisodes de foule (ou turbæ), d'extraits de l'évangile selon Jean, traduit par Martin Luther en allemand. Les commentaires poétiques des aria sont librement empruntés à des livrets d'autres Passions contemporaines de Bach, et notamment celui de Barthold Heinrich Brockes (1680-1747) : Der für die Sünden der Welt gemarterte und sterbende Jesus (1712), et Christian Heinrich Postel (de) (1658-1705) : Johannes Passion .
Emprunts à Brockes :
- Air : Von den Stricken meiner Sünden[[NBA 7] 1]
- Arioso : Betrachte, meine Seel', mit ängstlichem Vergnügen[[NBA 19] 1]
- Air : Erwäge, wie sein blutgefärbter Rücken[[NBA 20] 1]
- Air : Eilt, ihr angefocht'nen Seelen[[NBA 24] 1]
- Air : Mein teurer Heiland, lass dich fragen[[NBA 32] 1]
- Air : Mein Herz, in dem die ganze Welt[[NBA 34] 1]
- Air : Zerfließe, mein Herze, in Fluten der Zähren[[NBA 35] 1] (partiellement)
- Chœur : Ruht wohl, ihr heiligen Gebeine (partiellement)

Emprunts à Postel :
- Choral : Durch dein Gefängnis, Gottes Sohn[[NBA 22] 1] (incertain)
- Air : Es ist vollbracht[[NBA 30] 1]

Emprunts à Christian Weise (en) : Der Grünen Jugend Nothwendige Gedanken (Leipzig, 1675) :
- Air : Ach, mein Sinn[[NBA 13] 1]

### Messages théologiques

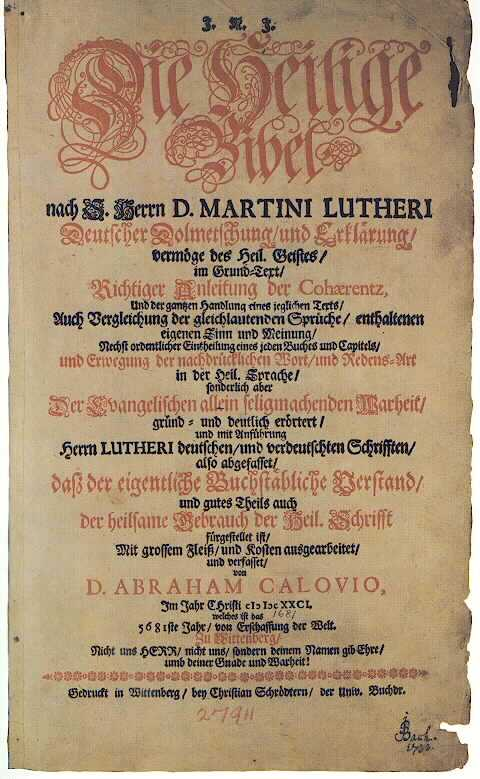
Exemplaire de Bach de Die Heilige Bibel, édition commentée de la bible (traduite par Martin Luther) par le théologien Abraham Calov (1612-1686) (signature en bas à droite)

La fonction de cantor de Bach implique, outre des compétences et qualités musicales, une très grande connaissance de la théologie luthérienne. Cette fonction implique de communiquer musicalement des messages théologiques lors des offices religieux ordinaires, par des cantates, ou lors d'occasions exceptionnelles comme lors de la semaine sainte, par une passion.
Bach possédait une culture théologique considérable,, testée de manière rigoureuse lors de son audition pour le poste de cantor, par Johann Schmid (de), professeur de théologie à l'université de Leipzig, et Salomon Deyling, surintendant des églises de Leipzig et pasteur à l'église Saint-Nicolas. Sa bibliothèque comprenait de nombreux ouvrages théologiques, dont des copies des Commentaires de la Bible d'Abraham Calov et de Johannes Olearius (de), abondamment annotées par Bach.
Une analyse de la Passion selon saint Jean montre que l’œuvre est construite de manière particulièrement réfléchie pour désigner des messages théologiques précis.

#### Christus Victor
Un des grands thèmes de la théologie concerne les théories de l'expiation, à savoir l'étude de la signification et interprétation théologique de la mort du Christ, dont les évangiles relatent les circonstances particulièrement humiliantes et cruelles. Cet épilogue à première vue misérable pourrait être interprété comme l'échec de la mission du Messie sur terre, ou que Jésus n'est pas de nature divine.
Mais la théorie classique de l'expiation, le Christus Victor considère plutôt que la gloire, la puissance et la majesté du Christ, et sa victoire contre le Mal par l'expiation des péchés des Hommes, est établie par son humiliation et son supplice, pleinement prévu et consenti, sur la croix,,.
Pour Luther, accepter ce paradoxe est un acte de foi, qui par sa force est en mesure de libérer le chrétien des forces du Mal. En révélant sa véritable nature (le fils de Dieu) d'une manière qui ne peut être perçue et acceptée que par la foi, Jésus donne aux chrétiens les moyens de leur libération.
On retrouve donc, tout au long de l’œuvre, les thèmes de la nature divine de Jésus, la glorification du Christ par l'humiliation, et de la libération des chrétiens des forces du Mal.
Ces thèmes sont introduits dès le chœur initial, Herr, unser Herrscher (« Seigneur, notre maitre »), claire référence au Psaume 8 de David qui glorifie la puissance et la majesté du Seigneur, et par la phrase Zeig' uns durch deine Passion daß du, der wahre Gottessohn, zu aller Zeit, auch in der größten Niedrigkeit, verherrlicht worden bist (« Montre-nous par ta Passion que toi, le vrai fils de Dieu, pour tous les temps, et dans la plus extrême humiliation, tu as été glorifié »).

##### Es ist vollbracht
La clé de voûte  de ce thème se trouve dans l'aria Es ist vollbracht (« Tout est accompli »),. Cet air fait écho à la phrase soulignée par Bach dans les commentaires de la Bible de Calov : « La Passion du Christ est l'accomplissement des écritures, et l'accomplissement de la libération de l'humanité ». L'expression elle-même Es ist vollbracht (« Tout est accompli ») provient du terme original grec tetelestai (τετέλεσται) qui évoque une notion de fin, d'accomplissement avec une connotation de victoire ou de triomphe. Il s'agit également d'une position théologique propre à l'évangile selon Jean : contrairement à l'évangile selon Matthieu où la victoire du Christ est matérialisée par sa résurrection, la victoire du Christ est selon Jean établie dès sa crucifixion. L'idée que la passion du Christ est un sacrifice (l'agneau de Dieu, l'agneau sacrificiel) est profondément enracinée dans cet évangile.
Ce thème donc de l'établissement de la puissance du Christ et sa victoire contre le Mal par le sacrifice de la crucifixion, est explicitement décrit dans cet air par la phrase de l'air Der Held aus Juda siegt mit Macht, und schließt den Kampf (« Le héros de Juda triomphe avec puissance, et met fin au combat »). Au milieu de cette aria, presque un arioso, accompagnée à la viole de gambe, à la tonalité mineure et molto adagio, cette phrase est soulignée par un rythme alla breve et une tonalité majeure triomphante et lumineuse. Cette phrase s'arrête très brutalement, suivie d'un silence, matérialisant avec un effet saisissant la fin brutale et définitive du combat contre le Mal.
L'importance théologique de cet air est telle que Bach l'a particulièrement mis en valeur et désigné par plusieurs structures chiastiques, symétriques, entourant cet air :
| Si on considère les airs et ariosos de la deuxième partie, on obtient cette structure symétrique. Es is vollbracht est la seule aria isolée de la deuxième partie : tous les autres sont reliés soit à un arioso, soit à un chœur ou choral. | Si on considère l'ensemble de la deuxième partie, à l'exclusion des turbæ et des récitatifs, l'air Es is vollbracht est également au centre de deux parties structurées de manière similaire : |
| - Arioso - Aria - Aria/Chœur - Aria Es is vollbracht - Aria/Choral - Arioso - Aria | - Choral - Choral - Arioso - Aria - Choral - Chœur/Aria - Choral - Choral - Aria Es is vollbracht - Choral/Aria - Arioso - Aria - Choral - Chœur - Choral                                      |

##### Libération des chrétiens
Le thème de la libération des chrétiens des forces du Mal est un thème important du luthéranisme, comme le montre le traité de Luther De la liberté du Chrétien, et un des thèmes majeur de cette passion.

###### Von den Stricken meiner Sünde(Air des liens du péché)
Ce thème apparait dès le récitatif Die Schar aber und der Oberhauptmann, und die Diener der Juden nahmen Jesum und bunden ihn (« Alors la troupe, le capitaine et les serviteurs des Juifs se saisirent de Jésus et le lièrent »), qui introduit l’« air des liens du péché ». L'évangile selon Jean est le seul qui évoque le fait que Jésus a été lié (Jn 18,12) et Bach le souligne particulièrement dans ce récitatif par une pédale de cinq mesures, symbolisant le lien, la musique étant comme "attachée" à la pédale, emprisonnée dans sa tonalité.
L'air Von den Stricken meiner Sünden mich zu entbinden, wird mein Heil gebunden (« Pour me délier des liens de mes péchés, mon Sauveur est ligoté ») fait écho au commentaire de Calvin sur ce passage de l'évangile de Jean « Nous devons nous souvenir que le corps du Christ a été lié, afin que nos âmes puissent être délivrées des liens du péché et de Satan ».
Cet air comporte de nombreux symbolismes du lien : la basse continue est constituée de croches répétées, symbolisant le lien, tandis que les deux hautbois - en exacte imitation, symbolisant également le lien - enroulent des cordes musicales autour du soliste.

###### Durch dein Gefängnis, Gottes Sohn
Le clé de voûte du thème de la libération se situe dans le choral, qui est considéré par de nombreux commentateurs comme étant le "cœur" de la passion selon Saint Jean :
Durch dein Gefängnis, Gottes Sohn, (« De ta prison, fils de Dieu, »)

Ist uns die Freiheit kommen, (« nous est venue la liberté. »)

Dein Kerker ist der Gnadenthron, (« Ton cachot est le Trône de grâce, »)

Die Freistatt aller Frommen, (« le lieu d'asile de tous les fidèles. »)

Denn gingst du nicht die Knechtschaft ein, (« car si tu n'étais pas entré en servitude, »)

Müßt' unsre Knechtschaft ewig sein. (« notre servitude dut être éternelle. »)
Comme pour l'air Es ist vollbracht, Bach souligne l'importance théologique de ce choral en le plaçant au centre d'une structure chiastique, :
- Turba : "Nicht diesen"
- Turba : "Sei gegrüsset"
  - Turba : "Kreuzige"
    - Turba : "Wir haben ein Gesetz"
      - Choral : "Durch dein Gefängnis"

    - Turba : "Lässest du diesen los"

  - Turba : "Weg, weg"
- Turba : "Wir haben einen König"
- Turba : "Schreibe nicht"

Son importance est également soulignée par son isolement : il se situe 12 numéros après le choral précédent, et le choral suivant se situe 11 numéros après, alors que nulle part ailleurs dans cette passion, un choral n'est situé à plus de 5 numéros d'un autre.
Les paroles de ce choral proviennent du livret d'une passion de C.H. Postel, et ne sont pas les paroles habituelles de la musique de ce choral , qui était très connu des fidèles comme le choral Mach's mit mir, Gott composé par Johann Hermann Schein (un des prédécesseurs de Bach au poste de cantor de Leipzig) . Entendre des paroles inédites sur ce choral très connu est également une manière d'alerter et attirer l'attention de l'audience sur le message théologique.

#### Gloire, puissance et identité divine de Jésus
Ce thème est une des spécificités de l'évangile selon Jean, qui - bien plus que les autres évangiles - met l'accent sur l'identité divine de Jésus, et ses relations avec Dieu. L'essence de ce thème est contenu dans le verset Jn 1,14 « Et la Parole devint chair, et habita au milieu de nous (et nous vîmes sa gloire, une gloire comme d’un fils unique de la part du Père) pleine de grâce et de vérité »,. À ce thème évangélique se superpose le thème luthérien que la gloire du Christ, et sa véritable nature, se manifeste tout particulièrement sous sa forme humaine et martyrisée.
Bach illustre ces thèmes en de nombreux points de la passion,.
Dès le chœur initial, Herr, unser Herrscher, l'accent est mis sur l'identité divine de Jésus et sa glorification, par le soulignement des mots Herr (« Seigneur ») et Ruhm (« Gloire »), Herr étant répété trois fois faisant très possiblement allusion à la trinité chrétienne,, reliant ainsi Jésus à Dieu comme le confirme la phrase du chœur : der wahre Gottessohn (« le véritable fils de Dieu »). Le chœur introductif est probablement unique, parmi toutes les passions contemporaines à Bach, à autant focaliser sur la nature divine de Jésus, plutôt que sur la signification de la passion pour la rédemption de l'humanité.

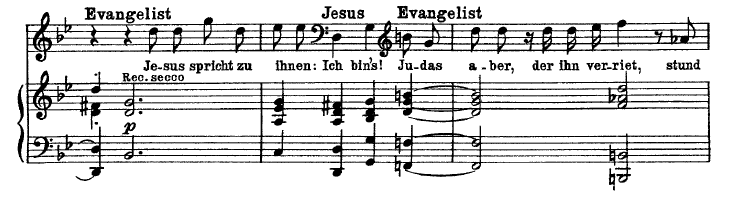
Cadence Ich bin's dans le récitatif no 4.

Dans le récitatif (Jesus ging mit seinen Jüngern) une importance particulière est donnée aux ennemis de Jésus, qui arrivent avec force « torches, lanternes, et armes » (mit Fakkeln, Lampen, und mit Waffen), souligné de manière frappante et mémorable par Bach qui sépare ces trois mots par des silences et termine dans l'aigu, au lieu de la cadence attendue qui aurait dû conclure la phrase. Ces ennemis menaçants vont être littéralement jetés à terre dans le récitatif par ces simples mots de Jésus : Ich bin's (« Je le suis »), dont la portée ne doit pas être comprise comme simplement "Je suis celui que vous recherchez", mais plus en écho à la manière dont Dieu se présente à Moïse dans l'ancien testament "Je suis celui qui est" (Ex 3,14),; l'expression en grec de l'évangile (ego eimi) et du livre de l'Exode étant très proches. Musicalement, la cadence sur laquelle est chantée le « Ich bin's », et qui sera réutilisée dans la passion pour toutes les affirmations de Jésus, représente la cadence la plus affirmative et la moins équivoque du langage musical du XVIIIe siècle.
Ces ennemis, représentant les forces des ténèbres, perdus et dépourvus de lumière au point de devoir s'éclairer avec force torches et lampes, sont vaincus par la force de cette révélation de l'identité divine de Jésus.

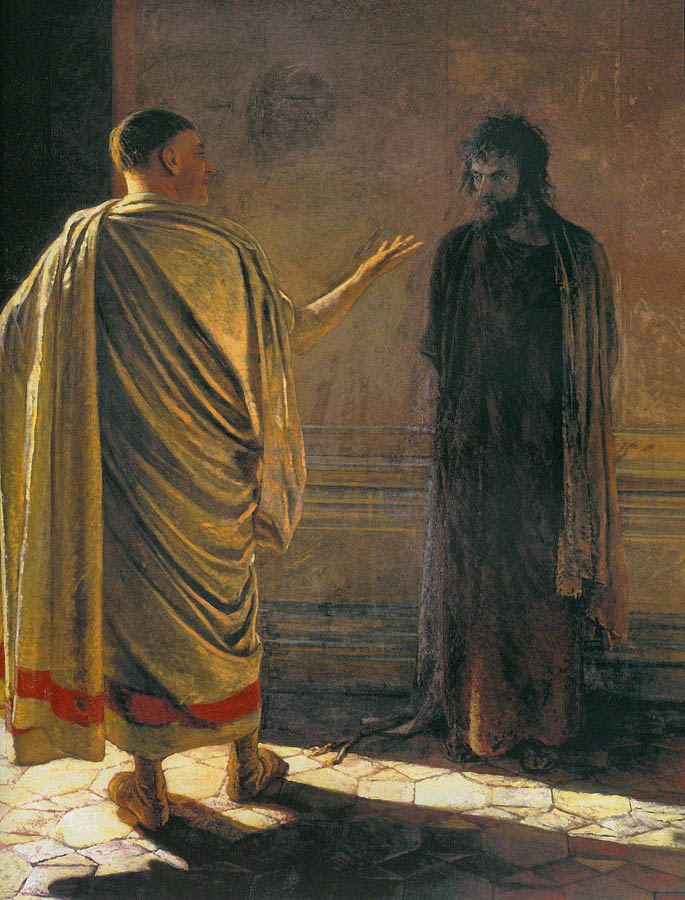
Nikolaï Gay "Qu'est-ce que la vérité ?" Le Christ et Pilate. (1890)

Plus loin, dans le récitatif, quand Pilate demande à Jésus So bist du dennoch ein könig ? (« Tu es donc roi ? »), Jésus répond Du sagst's (« Tu le dis ») avec la même grande cadence solennelle et affirmative du ego eimi. Bach signifie ainsi que la réponse est « Je suis LE roi en personne », le roi du « royaume qui n'est pas en ce monde », selon l'expression de Jésus au récitatif,,.
D'autres formules mélodiques récurrentes apportent un message et un éclairage sur le livret de la passion : quand Pilate formule des observations relatives à la loi et au procès (Was bringet ihr für Kla-ge wi-der die-sen Men-schen ? (« Quelle plainte portez-vous contre cet homme ? ») (récitatif), ou So nehmet ihr ihn hin und rich-tet ihn nach eu-rem Ge-setze ! (« Emmenez-le donc et jugez-le selon vos lois! ») (récitatif), ou encore Ihr habt aber eine Gewohnheit, daß ich euch Ei-nen los-ge-be (« Vous avez cependant une coutume: que je vous relâche quelqu'un ») (récitatif), il utilise une formule musicale de huit syllabes similaire.
Quand Jésus répond à Pilate qui lui pose la question Bist du der Juden König? (« Es-tu le roi des Juifs ? ») (récitatif ): Redest du das von dir selbst, oder haben's dir Andere von mir gesagt ? (« En parles-tu de toi-même, ou d'autres te l'ont-ils dit de moi ? »), il utilise la même formule musicale que Pilate. Bach veut signifier que cette scène est tout autant le procès de Jésus par Pilate, que le procès de Pilate par Jésus, qui maîtrise entièrement la situation. Jésus veut savoir si Pilate va suivre "La Vérité" : (Wer aus der Wahrheit ist, der höret meine Stimme (« Qui est de la vérité celui-là entend ma voix »), et Pilate échoue par une question évasive Was ist Wahrheit ? (« Qu'est-ce que la vérité ? ») qui reste sans suite.

#### Foi et discipline
Ce thème est également très développé dans l'évangile selon Jean. La discipline et la foi apparait non seulement dans l’obéissance et l'abandon de Jésus à la volonté de son Père, mais aussi, de manière symétrique, dans l'obéissance et la foi du croyant envers son Dieu. Le verset Jn 15,10 de l'évangile de Jean en résume l'essence « Si vous gardez mes commandements, vous demeurerez dans mon amour ; comme moi j’ai gardé les commandements de mon Père, et je demeure dans son amour ».
Le point d'entrée de ce thème dans la passion est la fin du récitatif où Pierre frappe Malchus avec son épée. Jésus ordonne à Pierre de ranger son épée et déclare  soll ich den Kelch nicht trinken, den mir mein Vater gegeben hat ? (« ne dois-je pas boire la coupe que mon Père m'a donnée ? »), phrase répétée deux fois, fait unique dans les récitatifs de cette passion. Jésus déclare son obéissance totale à son Père. Suit le choral Dein Will gescheh' (« Que ta volonté soit faite »), entièrement dévolu à ce thème.

##### Ich folge dir gleichfalls

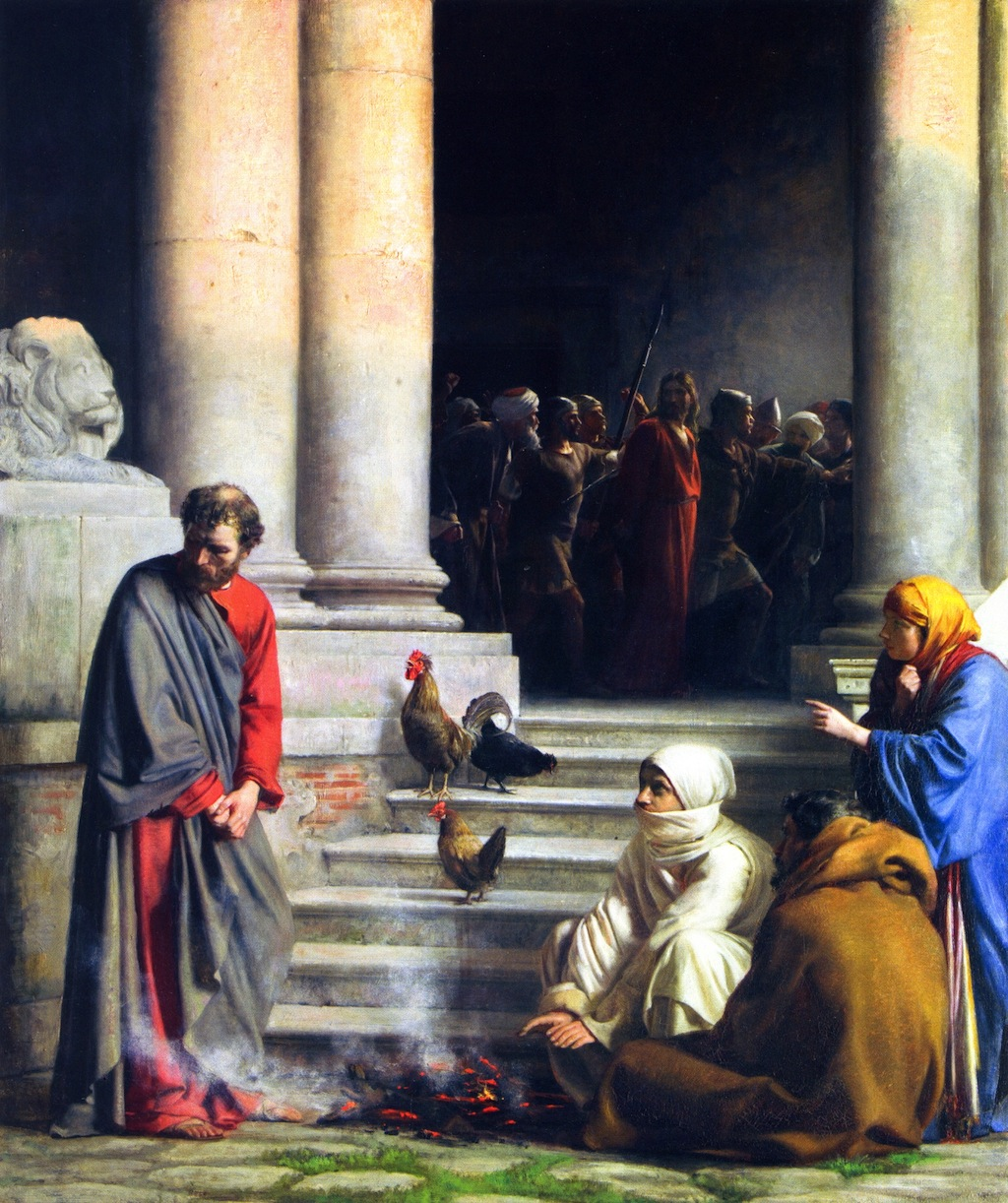
Carl Bloch Reniement de Pierre, symbole de la faiblesse du chrétien à suivre de Christ.

L'air Ich folge dir gleichfalls (« Je te suis également ») suit le récitatif où Pierre décide de suivre Jésus quand celui-ci est emmené chez Anân pour y être interrogé. Cet air symbolise la joie, la légèreté et l'innocence du chrétien qui suit avec foi et discipline la voie de Dieu. Cet air est en effet joyeux et léger, comme aucun autre dans cette passion, et le premier en mode majeur depuis le début de la passion. La mélodie est simple, l'accompagnement sans complexité, et est chantée par une voix aiguë, un jeune garçon du temps de Bach. Tout donne une sensation de légèreté, d'innocence voire de naïveté.
Mais cet air comporte également une part d'ironie, : l'accompagnement qui essaye de suivre fidèlement le soliste, avec le début de Ich folge en canon, finit toujours par abandonner et prendre son indépendance rapidement, à l'image de Pierre qui va renier et abandonner Jésus après avoir essayé de le suivre fidèlement, et peut-être un peu naïvement,. Bach met en garde contre l'immaturité et la faiblesse du Chrétien qui suit la voie montrée par le Christ et, dans la seconde phrase de l'aria Befördre den Lauf und höre nicht auf, selbst an mir zu ziehen, zu schieben, zu bitten (« Entraîne ma course, et ne cesse pas de me tirer, de me pousser, de me solliciter »), il montre la nécessité pour celui-ci d'être constamment et activement guidé par Jésus,.

##### Ach, mein SinnetEilt, ihr angefocht'nen Seelen
Juste après l'épisode du reniement de Pierre, vient le deuxième air à propos de la discipline Ach, mein Sinn, wo willst du endlich hin (« Ah, mon esprit, où vas-tu enfin aller »),. Le texte de cet air est du poème du dramaturge allemand Christian Weise (en) : Der weinende Petrus (« Pierre en pleurs »). Ce poème exprime l'état d'esprit de Pierre, mais n'est pas chanté par Pierre dans la Passion (Pierre est une basse, tandis que cet air est un air de ténor), sans doute pour dépersonnaliser le message car les remords de Pierre, dans la théologie luthérienne, sont un symbole des remords du pêcheur ayant failli à suivre le Christ, auquel tout chrétien peut s'identifier,.
Dans cet air, plus d'innocence et de légèreté : le disciple a atteint un niveau plus profond de conscience et de compréhension, et cela est reflété par une musique tourmentée en mode mineur, une section de cordes qui vient remplacer les flûtes, et une voix qui descend de soprane à ténor. Le rythme musical est celui d'une sarabande, danse noble et lente d'origine française, mais qui était pratiquée à Leipzig du temps de Bach. Pierre se demande quelle direction doit suivre sa conscience, maintenant qu'il a abandonné le Christ, et se lamente de ne trouver aucun conseil et aucune aide dans son cœur ou dans le monde.
À cette question, l'air Eilt, ihr angefocht'nen Seelen (« Hâtez-vous, âmes persécutées ») semble répondre,. Le chrétien a encore atteint un niveau plus profond de conscience, et la voix l'illustre en descendant encore d'un cran à la basse. Il prend conscience que la discipline envers Jésus, la signification de "suivre Jésus", signifie porter sa croix. Au chœur qui demande, angoissé, Wohin ? (« Où ? ») les âmes persécutées doivent se diriger, le chrétien répond avec assurance Nach Golgotha (« vers le Golgotha »).
Le rythme ternaire et même la mélodie de cet air semble une réminiscence du premier air sur la discipline Ich folge dir gleichfalls, mais sur un ton plus sérieux et plus mûr. La joie du premier air n'est pas perdue car Wohlfahrt blüht (« le Salut fleurit ») sur le Golgotha.

#### Analogies de la première partie avec leslecturesde Francke

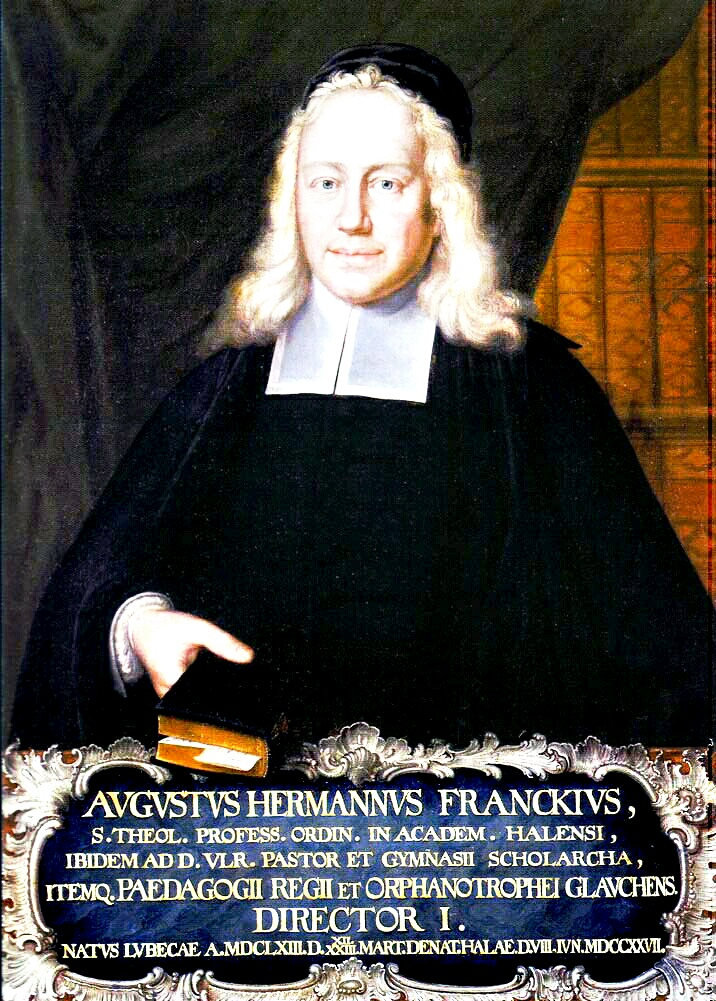
August Hermann Francke, auteur de lectures qui ont pu inspirer Bach pour la constitution de la Passion selon saint Jean.

John Eliot Gardiner souligne de fortes analogies entre la structure et l'ordre de la première partie de la Passion selon Saint Jean et celle des lectures théologiques de August Hermann Francke sur la passion du Christ publiées en 1716, et suggère que Bach a été guidé dans le traitement théologique de la Passion par ces lectures.
- Francke ouvre ses lectures par le terme Herrlichkeit et sur le thème de la divinité de Jésus, de même que le chœur d'entrée de la Passion[[NBA 1] 3].
- Puis il évoque l'amour de Jésus pour son Père et pour le genre humain en général, qui est commenté dans la Passion par le choral[[NBA 3] 1] O grosse Lieb.
- Il souligne ensuite le moment où Jésus refuse d'échapper à son destin en empêchant Pierre d'utiliser son épée et accepte sa souffrance à venir, souligné également par le second choral[[NBA 5] 2] Dein Will gescheh.
- Et Francke complète sa première lecture en commentant l'épisode où Caïphe suggère aux Juifs qu'il serait bon qu'un homme soit exécuté au nom du peuple : selon lui, Jésus utilise et transforme les intentions néfastes de Caïphe en un acte d'amour et de libération de l'humanité par son sacrifice. L'air[[NBA 7] 3] Von den Stricken, exprime cette même idée où Jésus est fait prisonnier dans les « liens du péché » pour « me délivrer » et « me soigner pleinement ».
- Il insiste ensuite sur la nécessité d'imiter Pierre dans son ardeur de Pierre à suivre le Christ, malgré son échec, et Bach place dans le même esprit l'aria[[NBA 9] 2] Ich folge dir gleichfalls.
- Suit le commentaire de la scène où Jésus est interrogé par les grands prêtres et giflé par un soldat : Francke insiste alors sur l'innocence de Jésus et nous exhorte à réfléchir sur notre propre culpabilité. Bach introduit alors le choral[[NBA 11] 1] Wer hat dich so geschlagen où les deux versets successifs ont précisément pour thème la stupéfaction de voir un innocent ainsi traité et la responsabilité du pécheur.
- Enfin, Francke commente le reniement de Pierre et invite à la pénitence individuelle, qui est le thème de l'air[[NBA 13] 3] Ach mein Sinn.

### Les différentes versions
Il n'existe pas de version unique et définitive de cette Passion, qui a été exécutée du temps de Bach à plusieurs reprises dans des versions différentes, et dont aucun manuscrit autographe complet n'est parvenu jusqu'à nous. Seuls des fragments, sous forme de partitions individuelles pour instrument ou voix, ainsi qu'un autographe incomplet datant des environs de 1739 ont été retrouvés.
Un travail musicologique minutieux a donc été nécessaire pour reconstituer l'état de différentes versions, correspondant à quatre exécutions identifiées de l’œuvre.
Elle fut vraisemblablement composée en 1724 durant les six semaines du Carême, soit du Mercredi des Cendres au Vendredi saint et il est possible qu'elle ait adopté quelques morceaux des cantates écrites durant les années de Weimar.
La première exécution a lieu le 7 avril 1724, jour du vendredi saint, à l'église Saint-Nicolas de Leipzig (version I). En 1725, l'œuvre est donnée dans une seconde version (version II), et la troisième exécution a lieu entre 1728 et 1732 (version III). Une dernière a lieu entre 1746 et 1749, dans les dernières années de la vie de Bach (version IV).
La version couramment exécutée et enregistrée de nos jours est une version de la Neue Bach-Ausgabe préparée par Arthur Mendel en 1973. Celle-ci donne la priorité au manuscrit de Bach écrit vers 1739, jamais exécuté de son temps, pour les dix premiers numéros. Le reste est principalement issu de la version IV, avec certains textes de la version I. La passion selon saint Jean moderne est principalement une création éditoriale jamais jouée du temps de Bach et mêlant des éléments de diverses versions. Globalement, dans sa structure et dans le choix des chorals, chœurs et airs, elle est très proche de la version I de 1724, mais l'orchestration est probablement assez différente.
À part pour la version II, il est difficile de restituer une version approchante d'une authentique version jouée du temps de Bach.

#### VersionI(1724)
Le manuscrit original de la passion, la version I, est perdu. Des partitions de concert (par instrument ou par voix) de cette version ont partiellement été retrouvées, mais la version de 1724 ne peut être totalement reconstituée. L'ordre et la teneur des numéros sont connus, déduits à partir des quelques partitions retrouvées, et on sait que cette version n'est pas fondamentalement différente des suivantes, mais il y a des inconnues, tout particulièrement dans l'orchestration.
Notamment, Bach ne disposait pas de flûtes traversières dans ses premières années à Leipzig, et n'a pas dû composer la première version de la passion avec ces instruments, pourtant importants dans les versions suivantes et la version couramment exécutée. Un indice est que l'autographe de 1739 (1re page) semble copier littéralement par inattention le titre de la version de 1724 J.J. Passio secundum Joannem â 4 Voci. 2 Oboe. 2 Violini, Viola è Cont./di J.S. Bach ne mentionnant pas de flûtes, bien que ces instruments soient présents dans l'autographe, indiquant - si cette supposition est correcte - que d'une part ces instruments étaient absents de la version I, mais aussi que la recopie se fondait bien sur la version de 1724.

#### VersionII(1725)
La version II, en revanche, a été presque entièrement retrouvée sous forme de partition d'orchestre. Cette version s'ouvre sur le chœur « O Mensch, bewein' dein Sünde gross » qui est le chœur qui conclut la première partie de la Passion selon saint Matthieu de 1736. On ne sait pas si cette pièce a été composée à l'occasion de cette deuxième version, ou si elle a été composée précédemment. Le choral de fin est également changé par « Christe, du Lamm Gottes », issu de la cantate Du wahrer Gott und Davids Sohn BWV 23.
Bach procède également au replacement ou à l'ajout d'un certain nombre d'airs. Le choral Wer hat dich so geschlagen est suivi d'un air avec choral (peut-être recyclé) Himmel reisse, Welt erbebe (« Que les cieux s'ouvrent et la terre tremble »). L'aria Ach, mein sin est remplacé par l'air Zerschmetter mich, ihr Felsen und ihr Hügel (« Que les roches et les montagnes m'écrasent ») dans un stile concitato exprimant l'émotion et l'agitation.
L'arioso Betrachte, meine Seel et l'aria qui suit Erwäge est remplacé par un nouvel air Ach, windet euch nicht so, geplagte Seelen (« Oh, ne soyez pas si accablées, âmes tourmentées »). Enfin, le récitatif qui décrit les cataclysmes et les suites de la crucifixion (qui n'appartenait pas à l'évangile selon Jean, mais selon Marc) est remplacé par un nouvel air (dont le texte est issu de l'évangile selon Matthieu) décrivant ces événements avec encore plus de détails.
L'ensemble donne une tonalité différente à l’œuvre, qui insiste plus sur les errances et les péchés de l'humanité, ainsi que sur la violence et les tourments de la crucifixion.
On ne sait pas pourquoi Bach a procédé à ces modifications, si ce n'est qu'il est probable qu'il n'a pas voulu présenter exactement la même œuvre en 1724 et l'année suivante, en 1725, ses deux premières années à Leipzig. On pense également que cette révision est connectée au projet de Bach, datant de 1724-1725, de créer un cycle entier de cantates pour les dimanches et jours de fêtes, chacune fondée sur un choral, introduit par un chœur d'ouverture monumental. La version II, avec son chœur d'ouverture fondé sur le choral O Mensch, bewein, ressemble beaucoup sur ce point aux cantates composées et exécutées dans la même période.

#### VersionIII(vers 1732)
Cette version est un retour vers la version I. Le chœur initial Herr, unser Herrscher est rétabli, ainsi que l'arioso suivi de l'air Erwäge. L'air ajouté en 1725, Himmel, reisse, est supprimé, ainsi que le choral de fin : l’œuvre se termine par le chœur Ruht wohl. L'emplacement occupé par l'air Ach, mein Sinn dans la version I, et par l'air tourmenté Zerschmetter mich dans la version II fait place à encore un nouvel air, perdu aujourd'hui, dont on ne connait ni le titre ni la musique. Enfin, l'arioso no 62 et l'air no 63 Zerfließe, mein Herze est remplacé par une sinfonia instrumentale, également perdue.

#### Version incomplète autographe (vers 1739)
Vers 1739, Bach entreprend de donner une forme définitive à la passion, nous laissant le seul autographe connu de cette œuvre. Mais son travail s'interrompt brutalement, au milieu d'une phrase, après seulement 10 numéros (à peu près un quart de la passion), probablement à la suite d'une notification des autorités de Leipzig lui signifiant que la passion ne pourrait être exécutée cette année-là qu'avec leur autorisation expresse.
À quoi Bach répond, avec un mouvement d'humeur, que … er hätte ohnedem nichts darvon, und wäre nur ein Onus, er wolle es den Herrn Superintendenten melden, dass es ihm wäre untersagt worden, wenn etwa ein Bedencken wegen des Textes gemacht werden wolle, so wäre socher schon ein paar mahl aufgeführet worden  (« … de toute façon cela n'avait aucune importance pour lui, que l'exécution de cette passion n'était qu'une charge et qu'il dirait au surintendant que s'il avait des objections à faire relativement au texte, que cette passion avait déjà été exécutée plusieurs fois (sans objection) »). Mouvement d'humeur qui peut expliquer l'abandon subit de la partition.
Le reste du manuscrit n'est pas de la main de Bach : on peut reconnaitre la main de son fils Carl Philipp Emanuel Bach et de divers copistes. C'est ce manuscrit qui a servi aux toutes premières éditions de la Passion. À la mort de Carl Phillip Emanuel, ce manuscrit devient la possession du collectionneur Georg Pölchau puis est récupéré par la Bibliothèque d'État de Berlin.
Cette version n'a jamais été exécutée durant la vie de Bach, même lors de la dernière exécution IV qui lui est postérieure, et peut être considérée comme une cinquième version .

#### VersionIV(fin de la vie de Bach)
Cette version continue le retour vers la version de 1724, mis à part le récitatif issu de l'évangile selon Matthieu de la version II qui réapparaît. Le continuo est exécuté par un clavecin, plutôt que par un orgue dans les versions précédentes, et un contrebasson est ajouté dans l'instrumentation. Ces changements d'instrumentation peuvent être dus à des contraintes pratiques ou administratives plutôt qu'à une réelle volonté artistique de l'auteur.
Des changements sont aussi apportés à certains textes, tout en conservant la musique de 1724. Notamment dans l'air no 13 Ich folge dir gleichfalls, l'arioso no 31 Betrachte, meine Seel et l'air qui suit Erwäge. On pense que ces changements peuvent être dus à un mécontentement des autorités religieuses de Leipzig sur certains messages théologiques.

### Structure générale
| NBA                                                                         | NBA                    | BWV                    | Type                   | Distribution                                                              | Titre                                           | Traduction, notes et mentions dans l'article        |
| Première partie                                                             | Première partie        | Première partie        | Première partie        | Première partie                                                           | Première partie                                 | Première partie                                     |
| Acte I : L'arrestation                                                      | Acte I : L'arrestation | Acte I : L'arrestation | Acte I : L'arrestation | Acte I : L'arrestation                                                    | Acte I : L'arrestation                          | Acte I : L'arrestation                              |
| --------------------------------------------------------------------------- | ---------------------- | ---------------------- | ---------------------- | ------------------------------------------------------------------------- | ----------------------------------------------- | --------------------------------------------------- |
| 1                                                                           |                        | 1                      | Chœur                  | Chœur                                                                     | Herr, unser Herrscher                           | Seigneur notre maitre1. 2. 3.                       |
| 2                                                                           | a                      | 2                      | Récitatif              | Évangéliste (Ténor), Jésus (Basse)                                        | Jesus ging mit seinen Jüngern                   | Jésus alla avec ses disciples...1.                  |
| 2                                                                           | b                      | 3                      | Turba                  | Turba                                                                     | Jesum von Nazareth                              | Jésus de Nazareth                                   |
| 2                                                                           | c                      | 4                      | Récitatif              | Évangéliste (T), Jésus (B)                                                | Jesus spricht zu ihnen                          | Jésus leur dit...1.                                 |
| 2                                                                           | d                      | 5                      | Turba                  | Turba                                                                     | Jesum von Nazareth                              | Jésus de Nazareth                                   |
| 2                                                                           | e                      | 6                      | Récitatif              | Évangéliste (T), Jésus (B)                                                | Jesus antwortete                                | Jésus répondit...                                   |
| 3                                                                           |                        | 7                      | Choral                 | Choral                                                                    | O große Lieb                                    | O grand amour1.                                     |
| 4                                                                           |                        | 8                      | Récitatif              | Évangéliste (T), Jésus (B)                                                | Auf daß das Wort erfüllet würde                 | Pour que s'accomplit la parole...1.                 |
| 5                                                                           |                        | 9                      | Choral                 | Choral                                                                    | Dein Will gescheh                               | Que ta volonté soit faite1. 2.                      |
| Acte II: Interrogatoire chez Anne et Caïphe. Reniement de Pierre            |                        |                        |                        |                                                                           |                                                 |                                                     |
| 6                                                                           |                        | 10                     | Récitatif              | Évangéliste (T), Jésus (B)                                                | Die Schar aber und der Oberhauptmann            | Alors la cohorte, l'officier... 1.                  |
| 7                                                                           |                        | 11                     | Aria                   | Alto                                                                      | Von den Stricken meiner Sünden                  | Air des liens du péché1. 2. 3.                      |
| 8                                                                           |                        | 12                     | Récitatif              | Évangéliste (T)                                                           | Simon Petrus aber folgete Jesu nach             | Or Simon Pierre suivait Jésus...                    |
| 9                                                                           |                        | 13                     | Aria                   | Soprano                                                                   | Ich folge dir gleichfalls                       | Air de l'Imitation du Christ1. 2.                   |
| 10                                                                          |                        | 14                     | Récitatif              | Évangéliste (T), Servante (Soprano), Pierre (B), Jésus (B), Serviteur (T) | Derselbige Jünger war dem Hohenpriester bekannt | Ce disciple était connu du grand prêtre...          |
| 11                                                                          |                        | 15                     | Choral                 | Choral                                                                    | Wer hat dich so geschlagen                      | Qui t'a ainsi frappé1. 2.                           |
| 12                                                                          | a                      | 16                     | Récitatif              | Évangéliste (T)                                                           | Und Hannas sandte ihn gebunden                  | Et Anne l'envoya lié...                             |
| 12                                                                          | b                      | 17                     | Turba                  | Turba                                                                     | Bist du nicht seiner Jünger einer               | N'es-tu pas l'un de ses disciples ?                 |
| 12                                                                          | c                      | 18                     | Récitatif              | Évangéliste (T), Pierre (B), Serviteur (T)                                | Er leugnete aber und sprach                     | Il le nia et dit...                                 |
| 13                                                                          |                        | 19                     | Aria                   | Ténor                                                                     | Ach, mein Sinn                                  | Air de l'âme désemparée1. 2. 3. 4.                  |
| 14                                                                          |                        | 20                     | Choral                 | Choral                                                                    | Petrus, der nicht denkt zurück                  | Pierre, qui ne se souvient plus du passé            |
| Deuxième partie                                                             |                        |                        |                        |                                                                           |                                                 |                                                     |
| 15                                                                          |                        | 21                     | Choral                 | Choral                                                                    | Christus, der uns selig macht                   | Le Christ qui nous donne notre salut                |
| Acte III: Interrogatoire chez Pilate. Flagellation et couronnement d'épines |                        |                        |                        |                                                                           |                                                 |                                                     |
| 16                                                                          | a                      | 22                     | Récitatif              | Évangéliste (T), Pilate (B)                                               | Da führeten sie Jesum                           | Ils conduisirent Jésus...1.                         |
| 16                                                                          | b                      | 23                     | Turba                  | Turba                                                                     | Wäre dieser nicht ein Übeltäter                 | Si ce n'était pas un malfaiteur                     |
| 16                                                                          | c                      | 24                     | Récitatif              | Évangéliste (T), Pilate (B)                                               | Da sprach Pilatus zu ihnen                      | Sur quoi Pilate leur dit...                         |
| 16                                                                          | d                      | 25                     | Turba                  | Turba                                                                     | Wir dürfen niemand töten                        | Nous n'avons le droit de mettre personne à mort     |
| 16                                                                          | e                      | 26                     | Récitatif              | Évangéliste (T), Pilate (B), Jésus (B)                                    | Auf daß erfüllet würde das Wort                 | C'était enfin que s'accomplit la parole...1.        |
| 17                                                                          |                        | 27                     | Choral                 | Choral                                                                    | Ach großer König                                | Ah, puissant roi                                    |
| 18                                                                          | a                      | 28                     | Récitatif              | Évangéliste (T) Pilate (B), Jésus (B)                                     | Da sprach Pilatus zu ihm                        | Pilate lui dit...1.                                 |
| 18                                                                          | b                      | 29                     | Turba                  | Turba                                                                     | Nicht diesen, sondern Barrabam                  | Non pas lui, mais Barrabas                          |
| 18                                                                          | c                      | 30                     | Récitatif              | Évangéliste (T)                                                           | Barrabas aber war ein Mörder                    | Or, Barrabas était un assassin...                   |
| 19                                                                          |                        | 31                     | Arioso                 | Basse                                                                     | Betrachte, meine Seel                           | Arioso de la Couronne d’Épines1. 2.                 |
| 20                                                                          |                        | 32                     | Aria                   | Ténor                                                                     | Erwäge, wie sein blutgefärbter Rücken           | Air du dos flagellé1.                               |
| 21                                                                          | a                      | 33                     | Récitatif              | Évangéliste (T)                                                           | Und die KriegsServiteure flochten eine Krone    | Les soldats tressèrent une couronne d'épines...     |
| 21                                                                          | b                      | 34                     | Turba                  | Turba                                                                     | Sei gegrüßet, lieber Jüdenkönig                 | Salut, cher roi des Juifs                           |
| 21                                                                          | c                      | 35                     | Récitatif              | Évangéliste (T), Pilate (B)                                               | Und gaben ihm Backenstreiche                    | Et ils lui donnaient des soufflets...               |
| 21                                                                          | d                      | 36                     | Turba                  | Turba                                                                     | Kreuzige, kreuzige                              | Crucifiez le ! Crucifiez le !                       |
| 21                                                                          | e                      | 37                     | Récitatif              | Évangéliste (T), Pilate (B)                                               | Pilatus sprach zu ihnen                         | Pilate leur dit...                                  |
| 21                                                                          | f                      | 38                     | Turba                  | Turba                                                                     | Wir haben ein Gesetz                            | Nous avons une loi                                  |
| 21                                                                          | g                      | 39                     | Récitatif              | Évangéliste (T), Pilate (B), Jésus (B)                                    | Da Pilatus das Wort hörete                      | Quand Pilate entendit cette parole...               |
| 22                                                                          |                        | 40                     | Choral                 | Choral                                                                    | Durch dein Gefängnis, Gottes Sohn               | Par ta captivité, fils de Dieu1. 2.                 |
| 23                                                                          | a                      | 41                     | Récitatif              | Évangéliste (T)                                                           | Die Jüden aber schrieen und sprachen            | Mais les Juifs criaient en disant...                |
| 23                                                                          | b                      | 42                     | Turba                  | Turba                                                                     | Lässest du diesen los                           | Si te le relâches                                   |
| 23                                                                          | c                      | 43                     | Récitatif              | Évangéliste (T), Pilate (B)                                               | Da Pilatus das Wort hörete                      | Pilate, ayant entendu ces paroles...                |
| 23                                                                          | d                      | 44                     | Turba                  | Turba                                                                     | Weg, weg mit dem                                | Assez ! Assez !                                     |
| 23                                                                          | e                      | 45                     | Récitatif              | Évangéliste (T), Pilate (B)                                               | Spricht Pilatus zu ihnen                        | Pilate leur dit...                                  |
| 23                                                                          | f                      | 46                     | Turba                  | Turba                                                                     | Wir haben keinen König                          | Nous n'avons d'autre roi                            |
| 23                                                                          | g                      | 47                     | Récitatif              | Évangéliste (T)                                                           | Da überantwortete er ihn                        | Alors il le leur livra...                           |
| Acte IV: Crucifixion et mort de Jésus                                       |                        |                        |                        |                                                                           |                                                 |                                                     |
| 24                                                                          |                        | 48                     | Aria                   | Basse et Chœur (Soprano, Alto, Ténor)                                     | Eilt, ihr angefocht'nen Seelen                  | Air de l'appel des âmes vers le Calvaire1. 2.       |
| 25                                                                          | a                      | 49                     | Récitatif              | Évangéliste (T)                                                           | Allda kreuzigten sie ihn                        | C'est là qu'ils le crucifièrent...                  |
| 25                                                                          | b                      | 50                     | Turba                  | Turba                                                                     | Schreibe nicht: der Jüden König                 | N'écris pas : Roi des Juifs                         |
| 25                                                                          | c                      | 51                     | Récitatif              | Évangéliste (T), Pilate (B)                                               | Pilatus antwortet                               | Pilate répondit...                                  |
| 26                                                                          |                        | 52                     | Choral                 | Choral                                                                    | In meines Herzens Grunde                        | Au fond de mon cœur                                 |
| 27                                                                          | a                      | 53                     | Récitatif              | Évangéliste (T)                                                           | Die KriegsServiteure aber                       | Les soldats...                                      |
| 27                                                                          | b                      | 54                     | Turba                  | Turba                                                                     | Lasset uns den nicht zerteilen                  | Ne la déchirons pas                                 |
| 27                                                                          | c                      | 55                     | Récitatif              | Évangéliste (T)                                                           | Auf daß erfüllet würde die Schrift              | Cela arriva afin que s'accomplît cette parole...    |
| 28                                                                          |                        | 56                     | Choral                 | Choral                                                                    | Er nahm alles wohl in acht                      | Il prit bien soin de tout                           |
| 29                                                                          |                        | 57                     | Récitatif              | Évangéliste (T), Jésus (B)                                                | Und von Stund an nahm sie der Jünger            | Et, dès ce moment...                                |
| 30                                                                          |                        | 58                     | Aria                   | Alto                                                                      | Es ist vollbracht                               | Air "Tout est consommé"'1. 2.                       |
| 31                                                                          |                        | 59                     | Récitatif              | Évangéliste (T)                                                           | Und neiget das Haupt                            | Et il baissa la tête...                             |
| 32                                                                          |                        | 60                     | Aria                   | Basse et Chœur (Soprano, Alto, Ténor, Basse)                              | Mein teurer Heiland, laß dich fragen            | Air avec chœur : le "Oui" du Christ1.               |
| 33                                                                          |                        | 61                     | Récitatif              | Évangéliste (T)                                                           | Und siehe da, der Vorhang im Tempel zerriß      | Récit du tremblement de terre                       |
| 34                                                                          |                        | 62                     | Arioso                 | Ténor                                                                     | Mein Herz, indem die ganze Welt                 | Arioso du tremblement de terre1.                    |
| 35                                                                          |                        | 63                     | Aria                   | Soprano                                                                   | Zerfließe, mein Herze                           | Air des larmes à la mort du Christ1.                |
| 36                                                                          |                        | 64                     | Récitatif              | Évangéliste (T)                                                           | Die Jüden aber, dieweil es der Rüsttag war      | Les Juifs, car c'était le jour de la préparation... |
| 37                                                                          |                        | 65                     | Choral                 | Choral                                                                    | O hilf, Christe, Gottes Sohn                    | Aide nous, Christ, Fils de Dieu'                    |
| Acte V: L'ensevelissement                                                   |                        |                        |                        |                                                                           |                                                 |                                                     |
| 38                                                                          |                        | 66                     | Récitatif              | Évangéliste (T)                                                           | Darnach bat Pilatum Joseph von Arimathia        | Alors Joseph d'Arimathie pria Pilate...             |
| 39                                                                          |                        | 67                     | Chœur                  | Chœur                                                                     | Ruht wohl, ihr heiligen Gebeine                 | Repose en paix                                      |
| 40                                                                          |                        | 68                     | Choral                 | Choral                                                                    | Ach Herr, laß dein lieb Engelein                | Hélas, Seigneur, laisse tes chers angelots          |

## Enregistrements
- St. Hedwigs Cathedral Chorus et Berliner Symphoniker, dir. Karl Foster ; Fritz Wunderlich, Dietrich Fischer-Dieskau, Elisabeth Grümmer, Christa Ludwig, Josef Traxel, Lisa Otto (en) et Karl-Christian Kohn (de) (1961, Nota Blu Musica)
- Münchener Bach-Chor et Münchener Bach-Orchester (en) (Chœur et orchestre Bach de Munich), Karl Richter (1964, Archiv)
- Chœur et Orchestre du Collegium Vocale de Gand, dir. Philippe Herreweghe (1987, Harmonia Mundi)
- Ensemble vocal de Lausanne, Michel Corboz (1978, Erato 2292-45406-2) — Grand Prix de l'Académie du Disque Français.
- Chœur et Orchestre de La Petite Bande, dir. Sigiswald Kuijken, Deutsche Harmonia Mundi, 1987
- Chœur de la radio de Leipzig et Staatskapelle de Dresde, dir. Peter Schreier (1988, Eterna et Philips Classics)
- Chœur du King's College de Cambridge ; The Brandenburg consort, dir. Roy Goodman et Stephen Cleobury (1996, Brilliant Classics)
- Chœur du New College d'Oxford, Collegium Novum, dir. Edward Higginbottom (2003, Naxos)
- Première version de 1724, Chœur de l'église Saint-Thomas de Leipzig, Akademie für Alte Musik Berlin, dir. Andreas Reize (2024, Rondeau)